# Kreuz Nürnberg-Ost
Kreuz Nürnberg-Ost is een knooppunt in de Duitse deelstaat Beieren.
Hier kruist de A9 Dreieck Potsdam-München de A6 Saarbrücken-Waidhaus.

## Geografie
Het knooppunt ligt in het natuurgebied Feuchter Forst in het Landkreis Nürnberger Land.
Het knooppunt ligt ongeveer 10 km ten zuidoosten van Neurenberg en ongeveer 140 km ten noorden van München.
Het is een knooppunt in het Centraal-Europese wegennet, omdat hier de A9 Berlijn-München de A6 Frankrijk-Tsjechië kruist.

## Configuratie
Rijstrook
Nabij het knooppunt heeft de A9 2x3 rijstroken en de A6 heeft 2x2 rijstroken.
Alle verbindingswegen hebben één rijstrook.
Knooppunt
Het is een klaverbladknooppunt met rangeerbanen voor beide snelwegen.

## Verkeersintensiteiten
Dagelijks passeren ongeveer 135.000 voertuigen het knooppunt.
| Van                          | Naar                     | Gemiddeld aantal voertuigen per dag | Percentage vrachtverkeer |
| ---------------------------- | ------------------------ | ----------------------------------- | ------------------------ |
| AS Nürnberg-Langwasser (A 6) | AK Nürnberg-Ost          | 71.000                              | 22,8 %                   |
| AK Nürnberg-Ost              | AK Altdorf (A 6)         | 38.500                              | 22,3 %                   |
| AS Nürnberg-Fischbach (A 9)  | AK Nürnberg-Ost          | 100.100                             | 16,3 %                   |
| AK Nürnberg-Ost              | AD Nürnberg/Feucht (A 9) | 62.400                              | 14,1 %                   |

## Richtingen knooppunt
| Aansluitende wegen                           | Aansluitende wegen                           | Aansluitende wegen                                                                              | Aansluitende wegen | Aansluitende wegen |
| -------------------------------------------- | -------------------------------------------- | ----------------------------------------------------------------------------------------------- | ------------------ | ------------------ |
|                                              |                                              | richting Kreuz Nürnberg / Luchthaven Neurenberg Berlijn / Dresden Bamberg (A73) / Würzburg (A3) |                    |                    |
|                                              |                                              |                                                                                                 |                    |                    |
| richting Neurenberg Messe / -Hafen Heilbronn | richting Amberg / Praag (CZ) Regensburg (A3) |                                                                                                 |                    |                    |
|                                              |                                              |                                                                                                 |                    |                    |
|                                              |                                              | richting Ingolstadt / München                                                                   |                    |                    |